# Саловский, Мерчин
Ме́рчин Са́ловский, немецкий вариант — Мартин Саловски (в.-луж. Měrćin Salowski, нем. Martin Salowski; 8 июня 1932 года, деревня Ворклецы, Германия — 26 апреля 2010) — католический священник, лужицкий писатель и переводчик. Лауреат премии имени Якуба Чишинского.

## Биография
После окончания теологического обучения в Падерборне, Эрфурте и Нойцелле был рукоположён 29 июня 1956 года в священники. Служил викарием в различных католических приходах Верхней Лужицы. В 1975—1976 годах — настоятель церкви святого Мартина в деревне Небельчицы и с 1978 по 1997 года — настоятель церкви святых Симона и Иуды Фаддея в деревне Хросчицы.
Занимался переводами христианских сочинений на верхнелужицкий язык, редактированием и изданием газет «Katolski Posoł» и «Krajan». Издал несколько книг. В 1990 году удостоен премии имени Якуба Чишинского I степени. Был инициатором и одним из авторов нового перевода Библии на верхнелужицкий язык, которая была издана в 2006 году.
Скончался в 2010 году. Похоронен около храма святых Симона и Фаддея в деревне Хросчицы.

## Сочинения
- 200 lět Wotrowska wosada 1772—1972. Budyšin 1972.
- Martin Salowski, Rudolf Kilank, Peter Schmidt: Katholische sorbische Lausitz. St. Benno-Verlag, Leipzig/Heiligenstadt 1976.
- Bohu swjećene lěto. Krajan, čitanka za křesćanski dom, zwjazk 1. Nakładnistwo swj. Bena, Lipsk 1980.
- Wosady našeje domizny. Krajan, čitanka za křesćanski dom, zwjazk 3. Nakładnistwo swj. Bena, Lipsk 1984.
- Měrćin Salowski, Božena Nawka-Kunysz: Łónčko hrónčkow — hrónčka, modlitwy a basnje k wšelakim składnosćam. Nakładnistwo swj. Bena, Lipsk 1985.
- Jadro wěry. Katolski katechizm. Přełožiłoj Měrćin Salowski, Beno Šołta. Nakładnistwo swj. Bena, Lipsk 1988.
- Osterreiten in der Lausitz. Lausitzer Druck- und Verlagshaus, Bautzen 1992.
- Měrćin Salowski, Gerald Große: Na slědach biskopa Bena. Wobrazy z katolskich Serbow. LND, Budyšin 1993.